# Schnelltaste
Schnelltasten sind Tasten auf einer Tastatur oder anderen Eingabegeräten für Computer oder Geräte, die mit vordefinierten, häufig benötigten Funktionen belegt sind. Die Zuordnung ist unabhängig von laufenden Applikationen, so dass z. B. bei geöffneter Textverarbeitung die im Hintergrund laufende Audiowiedergabe gesteuert werden kann.
Beispiele aus dem PC-Bereich sind:
- Mediaplayer: vor, zurück, play / pause
- Applikationen: aufrufen von Dateibrowser, Webbrowser, E-Mail
- Webbrowser: Seite vor / zurück, erneut laden

Ähnliche Funktionen erfüllen auch Funktionstasten (beim PC in der Regel F1 bis F12). Diese werden jedoch vom jeweiligen Programm individuell mit Funktionen belegt.